# Biserica Bob din Cluj-Napoca

Iconostasul bisericii, cu elemente baroce și clasiciste (înainte de intervenția din 2022)

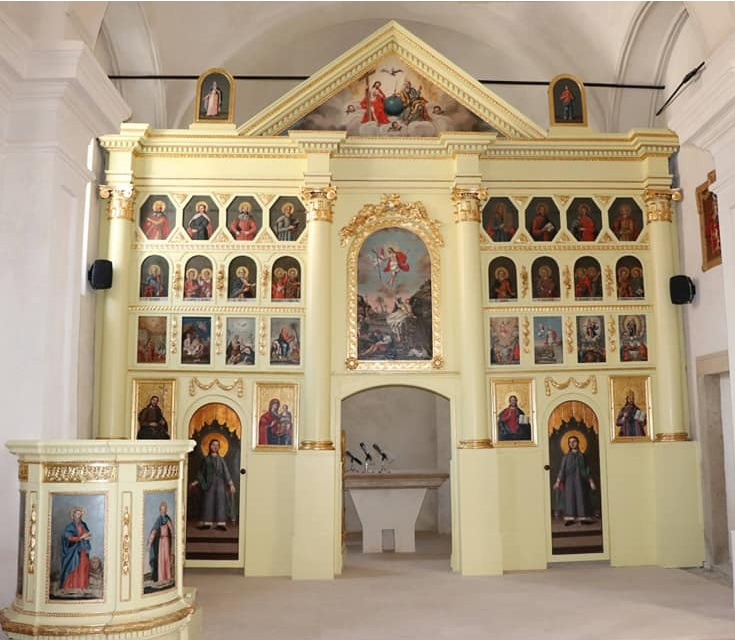
Iconostasul cu cromatica schimbată după intervenția din 2022, deși lăcașul este monument istoric

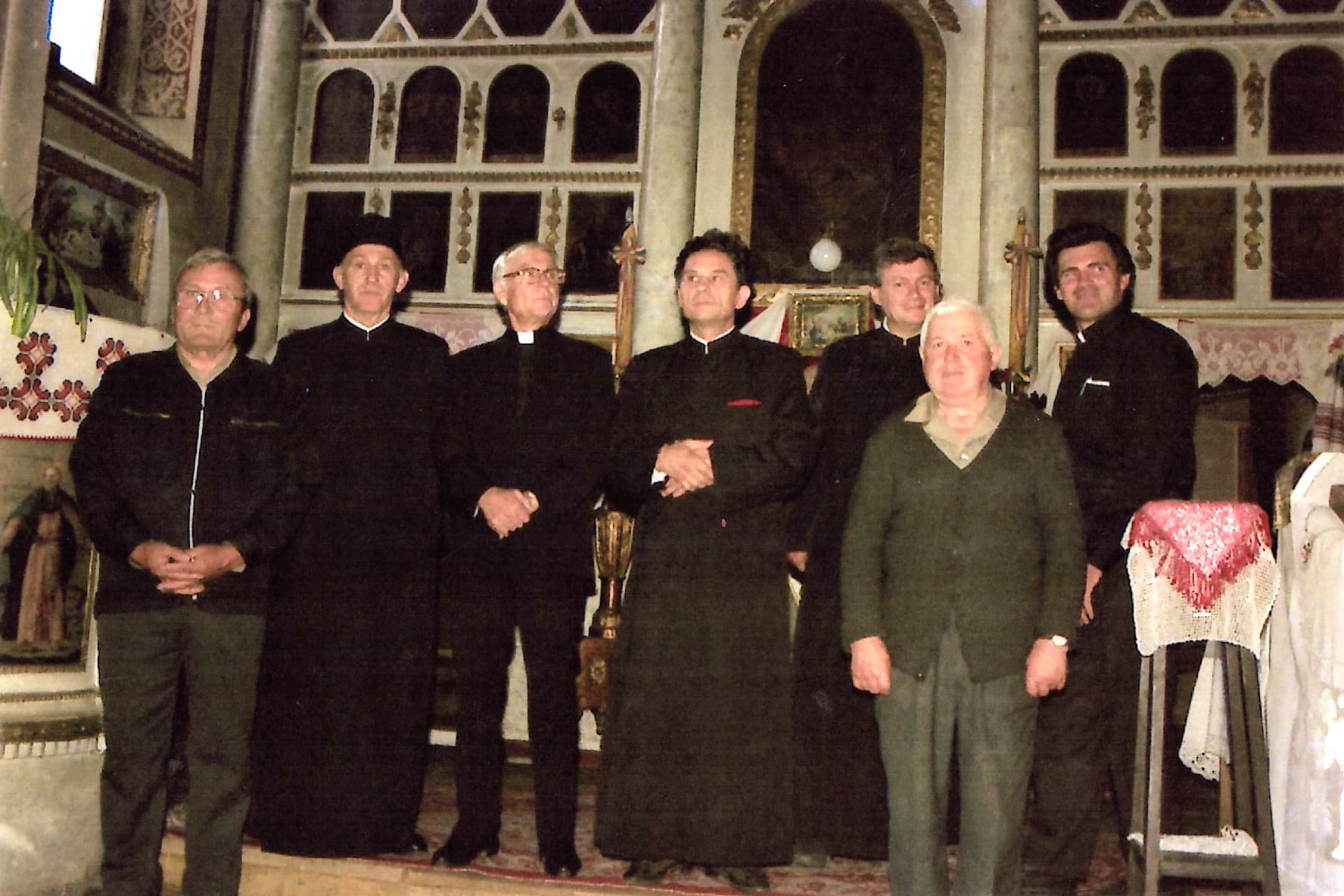
Comisia greco-catolică și ortodoxă de retrocedare a bisericii Bob în anul 1995

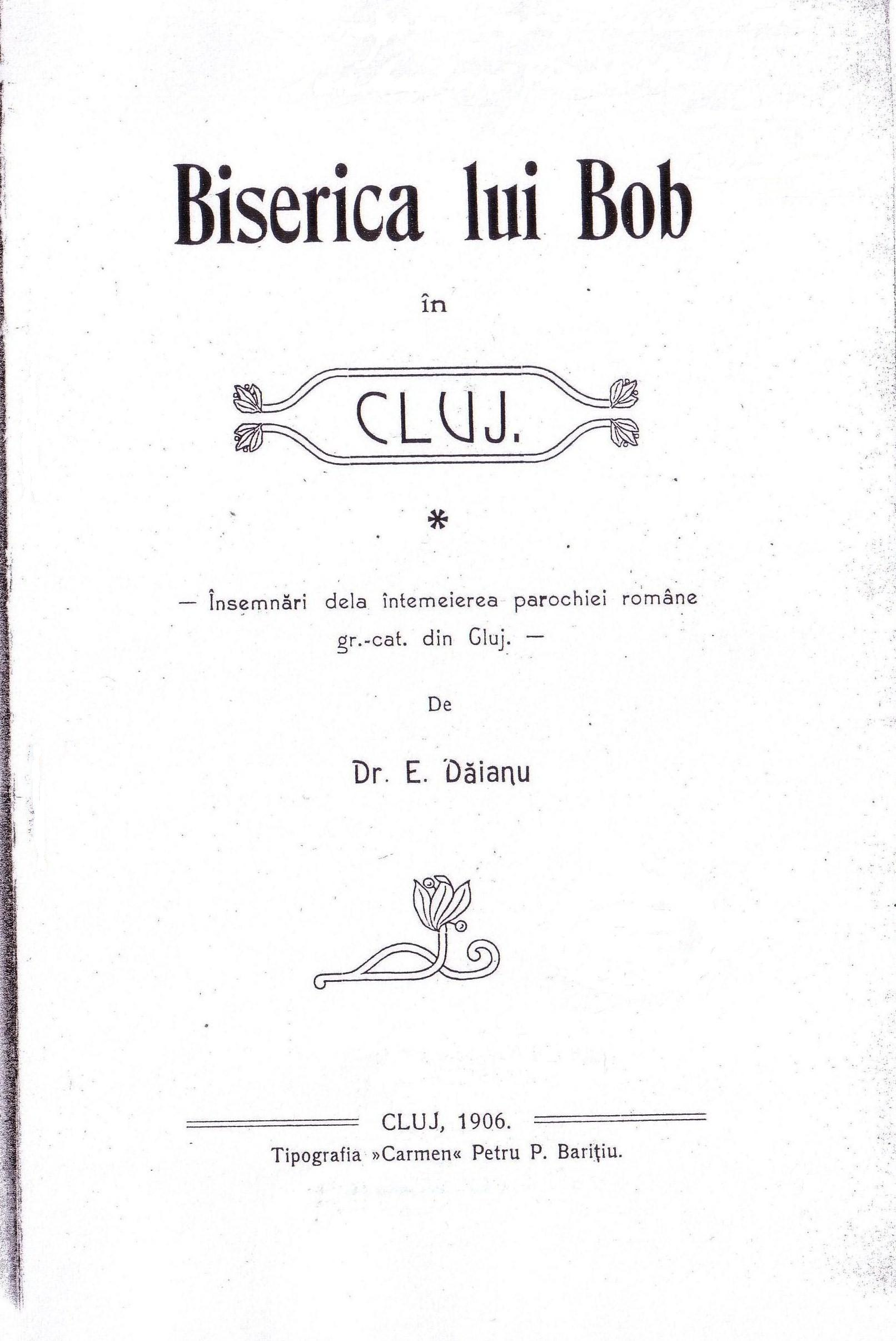
Monografia din 1906

Biserica Bob, cu hramul „Învierea Domnului”, este prima biserică greco-catolică construită în Cluj. Lăcașul a fost ridicat între anii 1801-1803 pe cheltuiala episcopului Ioan Bob de la Blaj. Peste drum se află de școala publică Ioan Bob, una din cele mai cunoscute unități de învățământ preuniversitar primar și gimnazial din oraș. Biserica este înscrisă pe lista monumentelor istorice din județul Cluj cu cod LMI CJ-II-m-B-07277. 

## Localizare
Biserica se află în imediata apropiere a Piața Unirii din Cluj, cu acces dinspre piață printr-un gang pietonal, numit  inițial Kismester utca, în prezent strada Ioan Bob.

## Istoric
Primii credincioși greco-catolici din Cluj apar atestați în anul 1735, când zece familii românești au cerut autorităților dreptul să își înființeze o parohie. Abia după mai mult de o jumătate de secol aceasta dorință a putut fi pusă în practică, cu ajutorul funcționarului guvernamental (secretar gubernial) Mihail Oros, nobil român greco-catolic și secretar al guvernatorului Transilvaniei. În acea epocă orașul era locuit preponderent de maghiari și sași, iar românii nu aveau lăcașe de cult în incinta vechii cetăți. Astfel că episcopul Ioan Bob, unul din cei mai bogați demnitari transilvăneni, a decis sa ridice o clădire de piatră pe vechea stradă a Cărbunelui (în prezent strada Napoca), în curtea protopopiatului greco-catolic. Calea de acces spre Kismester utca (în prezent strada Ioan Bob) a fost realizată ulterior.
Arhitectul Josef Leder a fost cel care a pus în practică dorința episcopului. Biserica a fost construită în stil baroc, cu 21 de metri lungime, 9 metri lățime, și un turn de 27,5 metri. Cu excepția turnului, structura bisericii este asemănătoare cu cea a Bisericii Ortodoxe din Deal. În interior se află o placă comemorativă cu anul edificării și numele ctitorului, episcop Ioan Bob. 
Ridicarea bisericii românești a fost privită cu o anumită reținere de către autoritățile orașului, însă lăcașul de cult a reușit să fie edificat datorită intervențiilor lui Mihail Oros. Cheltuielile pentru construirea lăcașului au fost destul de mari, ele fiind sporite și de incendiul care, în anul 1801, a distrus o parte din centrul municipiului afectând și clădirea lăcașului de cult. 
În 1906, în timpul păstoririi protopopului Elie Dăianu, biserica deteriorată de trecerea anilor a fost refăcută, lărgită și consolidată. După cel de-al doilea război mondial, clădirea a fost repictată și resfințită de către primul cardinal român, episcopul de atunci de Cluj-Gherla, Dr. Iuliu Hossu. O ultimă restaurare a fost efectuată de către Biserica Ortodoxă Română în 1981.
Lăcașul este cunoscut și pentru faptul că aici a avut loc în anul 1864 cununia dintre Veronica Micle și profesorul universitar clujean Ștefan Micle, viitor rector al Universității din Iași.
În anul 1948, după interzicerea Bisericii Române Unite de către autoritățile comuniste, în Biserica Bob din Cluj a fost instalată o parohie ortodoxă. În luna mai a anului 1995, Biserica Bob  a fost restituită pe cale amiabilă vechiului proprietar, devenind astfel prima biserică redobândită după 1989 de o parohie greco-catolică clujeană. Evenimentul s-a petrecut destul de discret și a trecut neobservat, chiar și de mass-media.

## Imagini

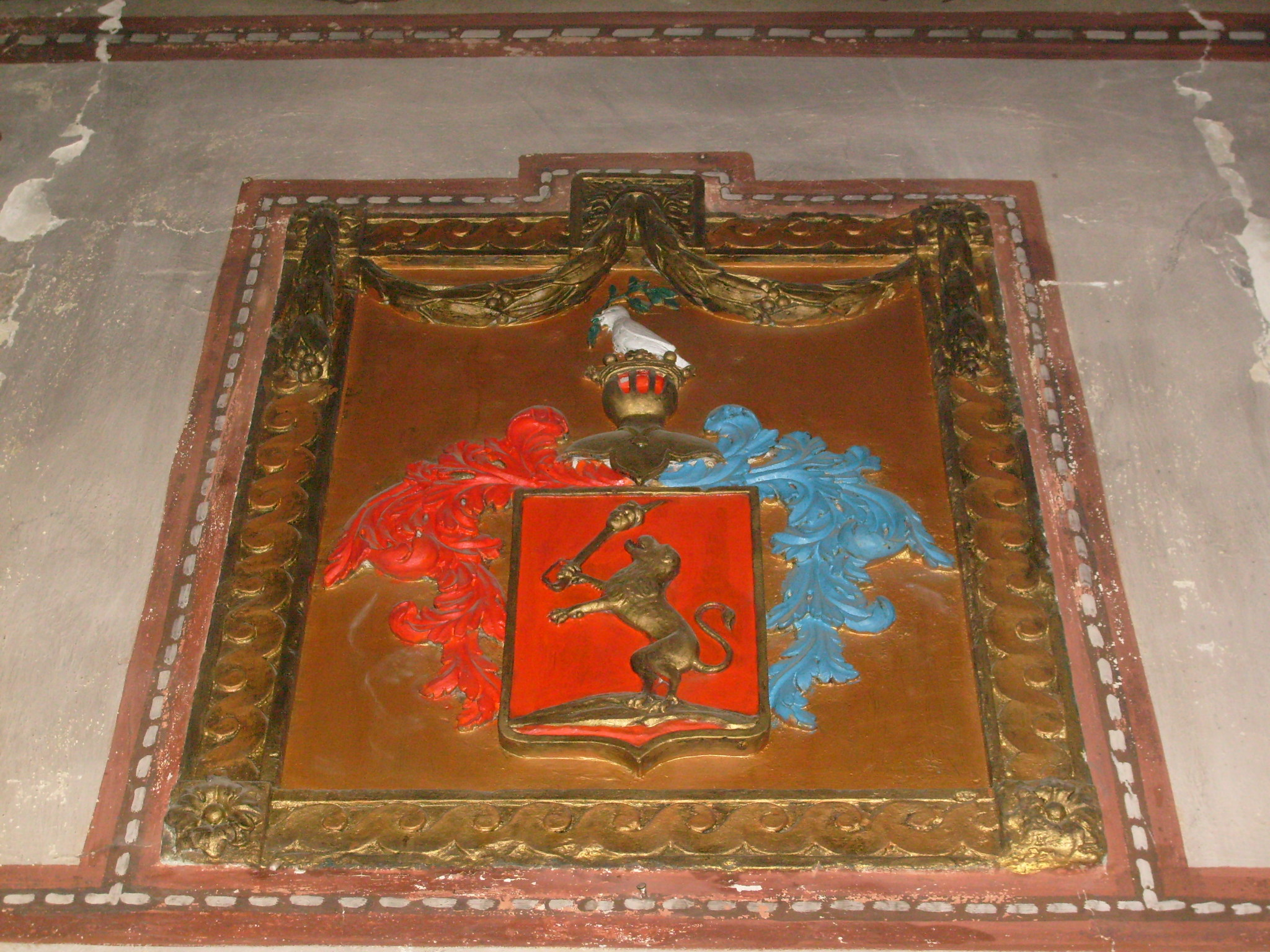
Blazonul familiei Bob
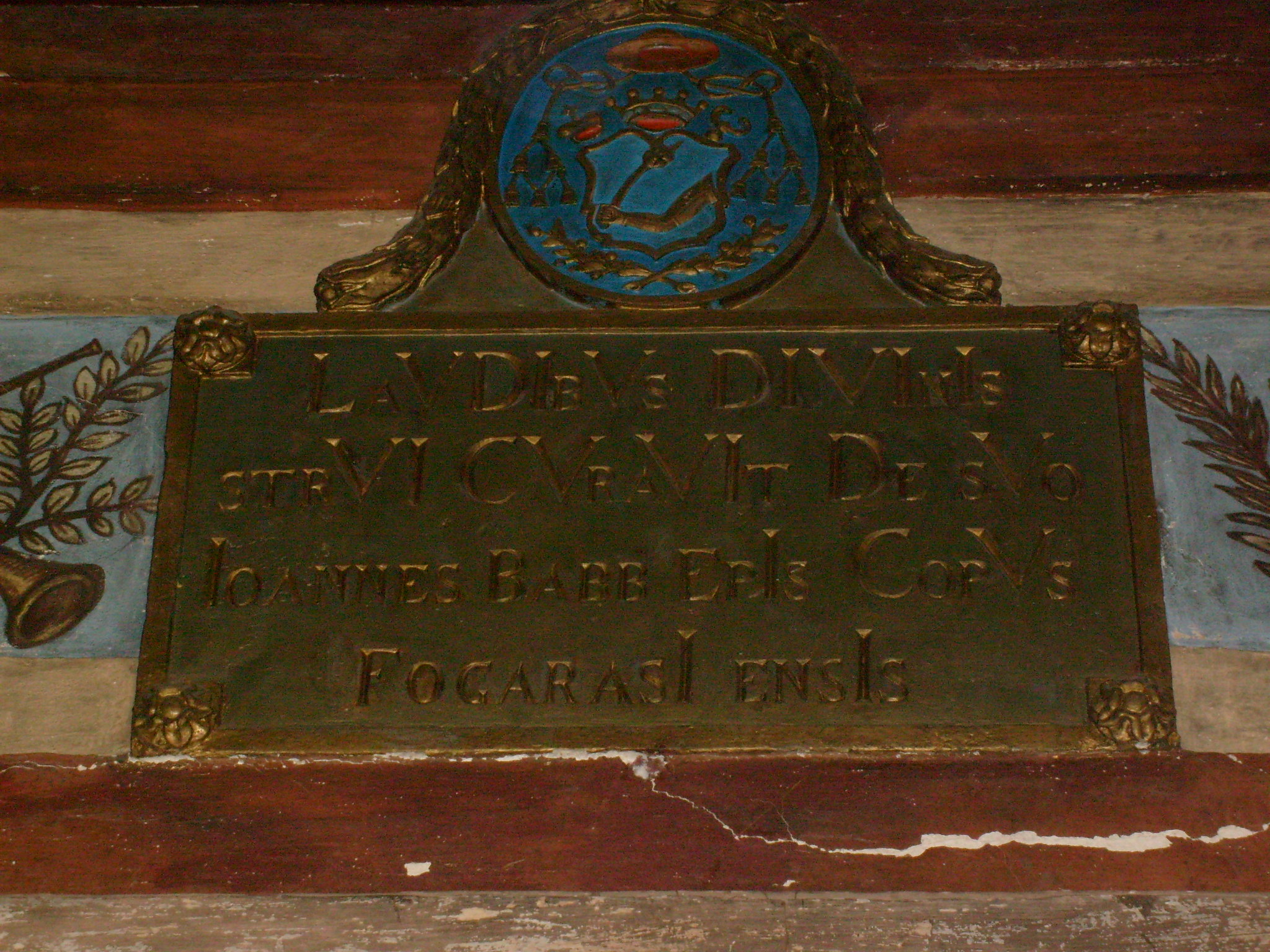
Blazonul episcopului Bob
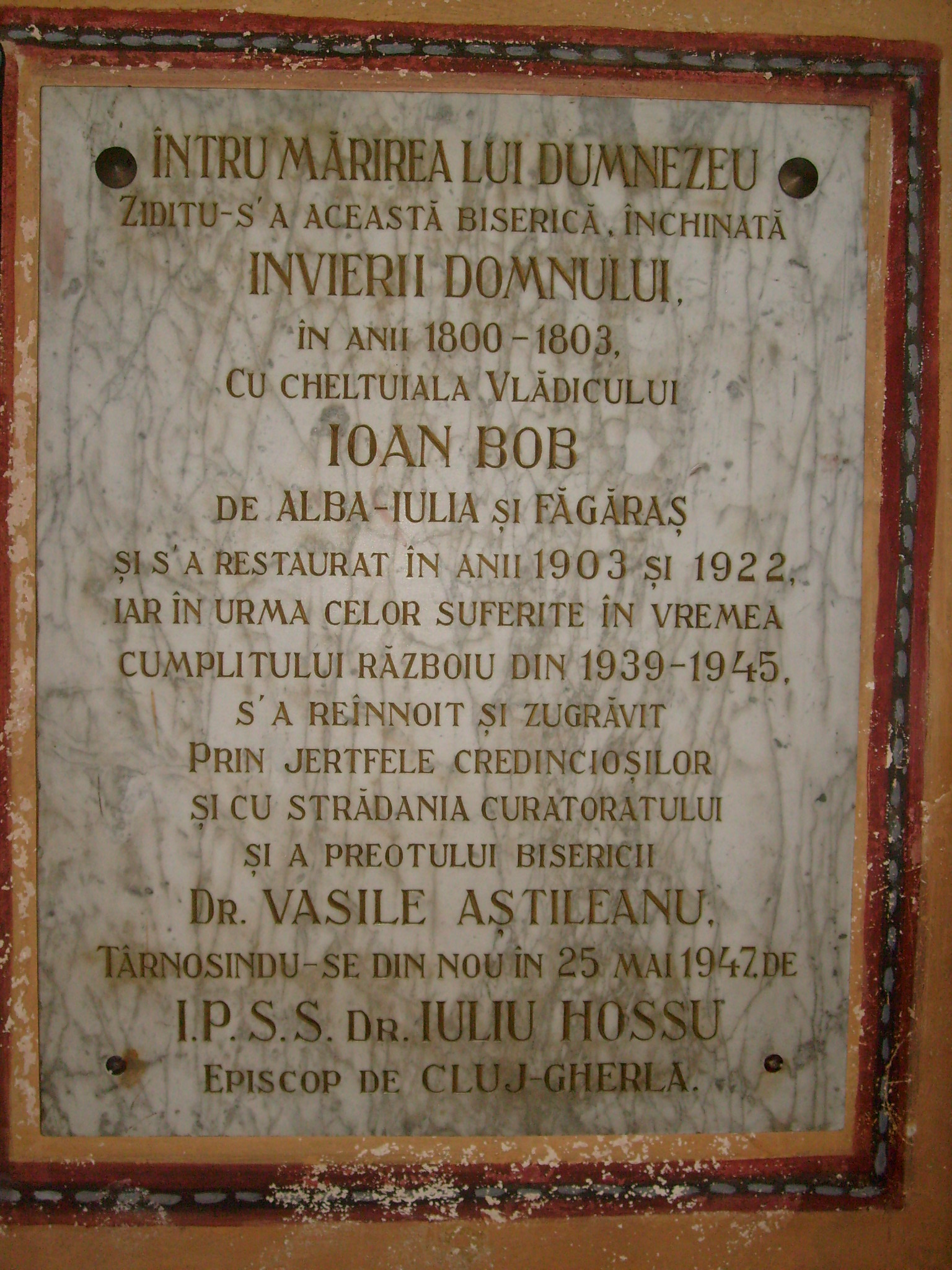
Placă memorială în interiorul bisericii
Placă memorială în amintirea cununiei poetei Veronica Micle
Bustul episcopului Ioan Bob, în curtea bisericii
Turnul baroc al bisericii
Detaliu
Vedere de ansamblu
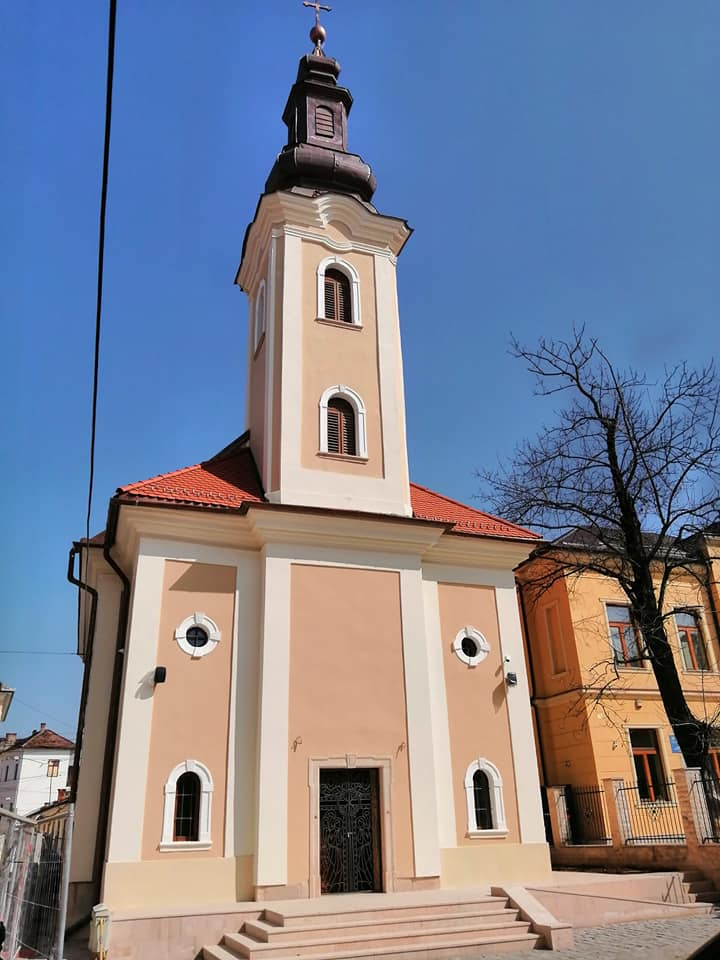
Biserica după ultima renovare din 2002